# 塔特拉山脉
塔特拉山脉（波蘭語：Tatry）是位于中欧的山脉，是喀尔巴阡山脉之中最高，也是斯洛伐克与波兰的边界山脉。最高峰格尔拉赫峰，海拔2655米。
斯洛伐克和波兰的跨国保护区塔特拉国家公园在1992年獲联合国教科文组织列为人与生物圈计划的生物圈保护区。

## 概述

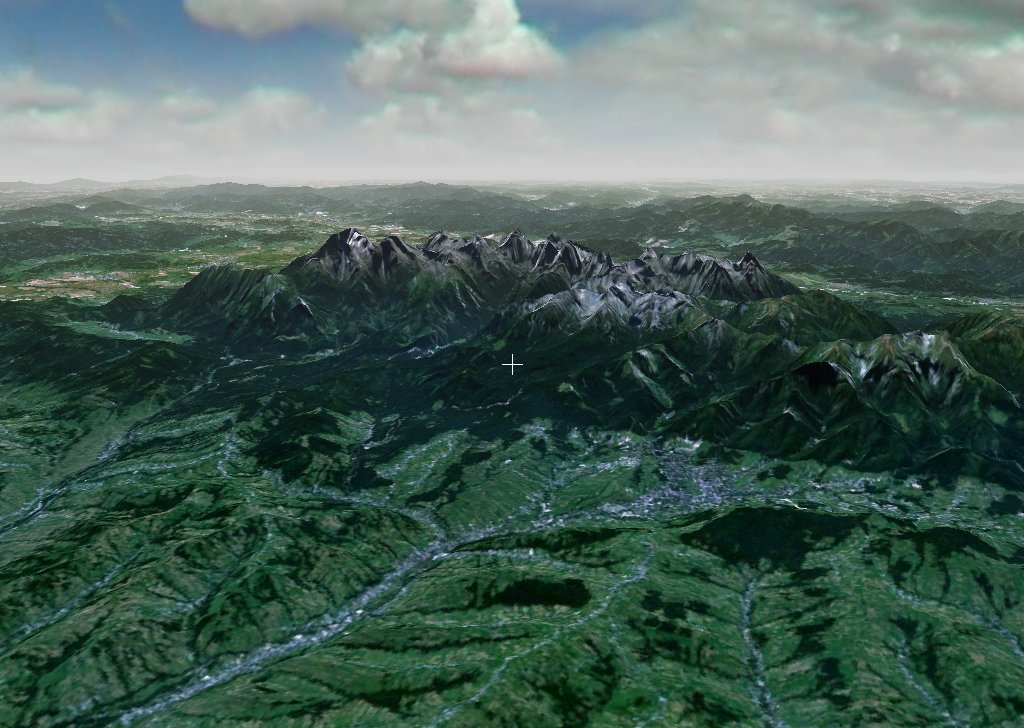
塔特拉山 - NASA World Wind

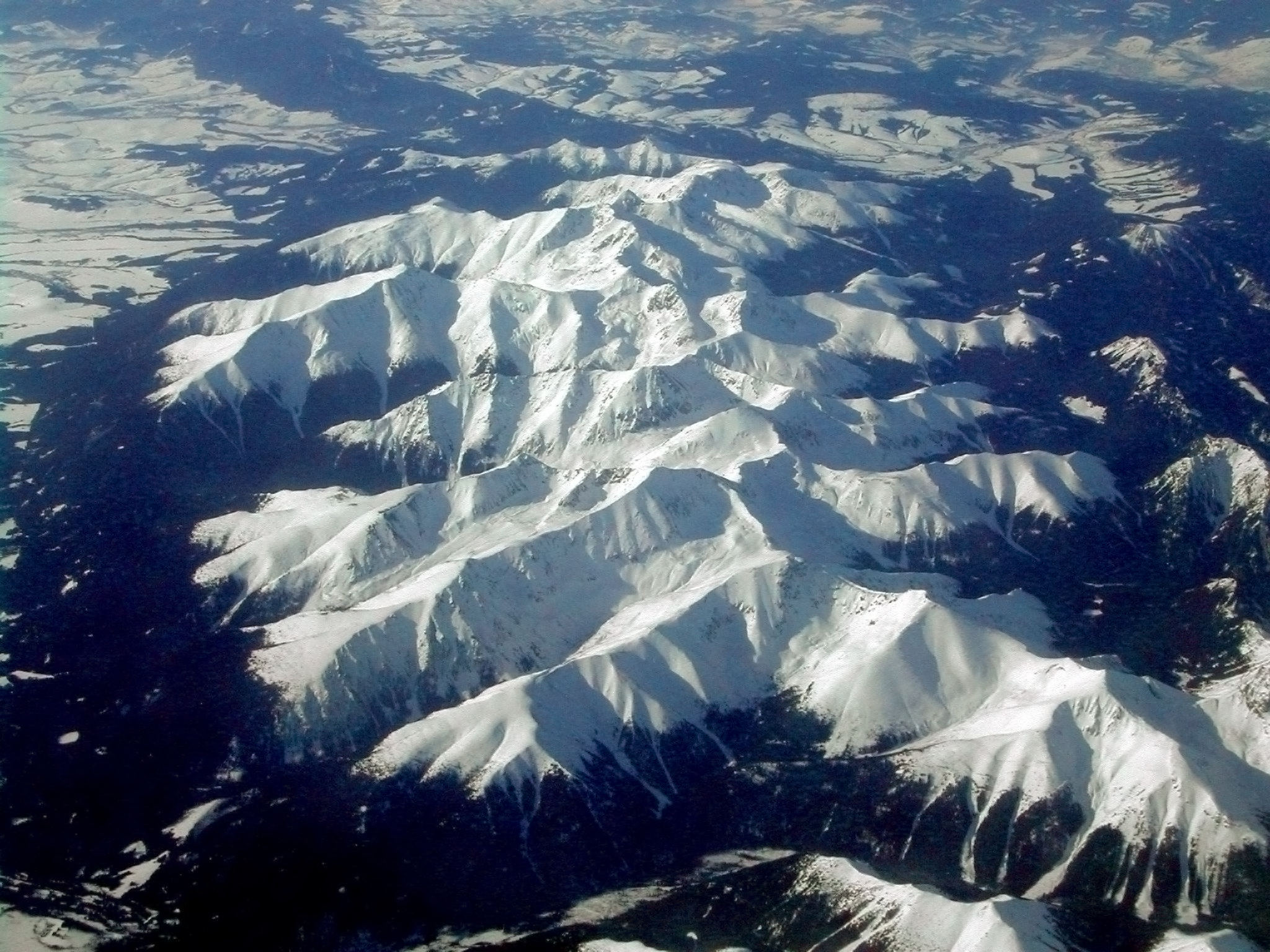
西塔特拉山鸟瞰图

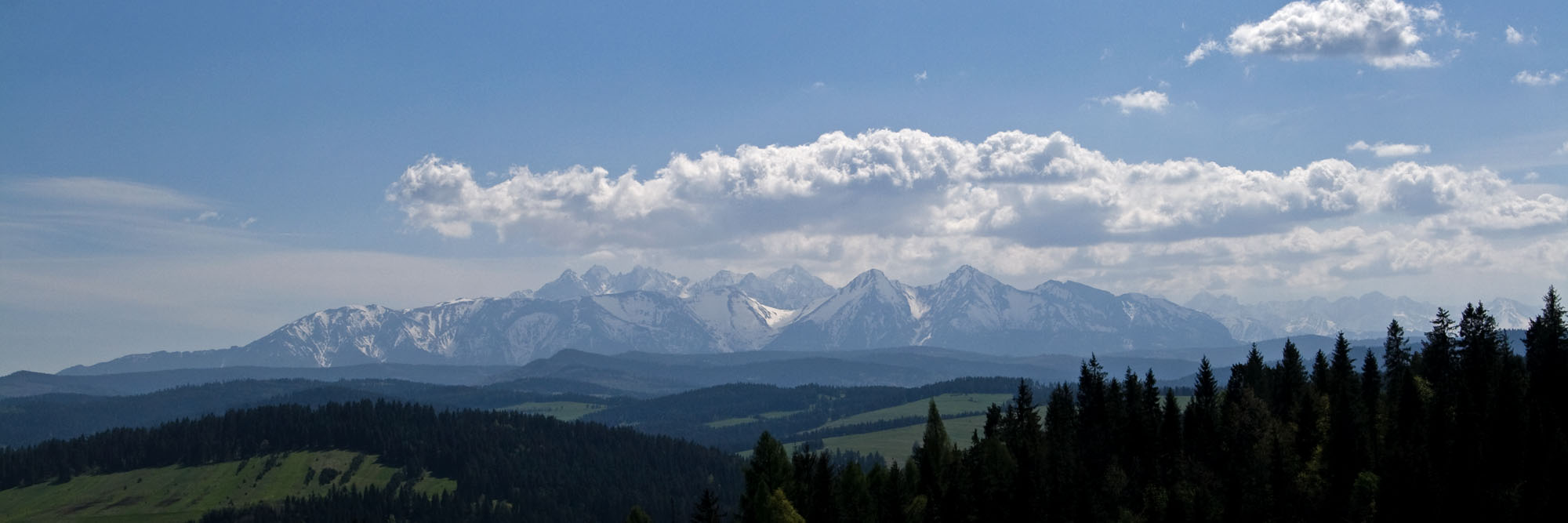
从波兰看塔特拉全景图

塔特拉山脉兴起于阿尔卑斯造山运动，是一条相对年轻的山脉，主要分为上塔特拉山和下塔特拉山，具有典型的阿尔卑斯式地形，多冰斗、溶洞、山岳湖泊和悬谷。塔特拉是喀尔巴阡山脉中的最高山脉，格尔拉赫峰是喀尔巴阡山脉的最高峰，也是喀尔巴阡山脉内少数高于2500米的山峰之一。
因其景观特征和便利的交通与基础设施，塔特拉山受到游客和科研人员的喜爱，塔特拉山脉发展成为受欢迎的冬季运动区及度假胜地，被称为“波兰的冬季首都”。包括扎科帕内、波普拉德、上塔特拉山镇。
高塔特拉有24座（或25座）超过海拔2500米的山峰，连同南喀尔巴阡山脉，成为整个1200公里长的喀尔巴阡山脉范围内唯一的高山景观的代表性地段。

## 气候
塔特拉山脉位于欧洲中部的温带，是气团活动的重要阻碍。多山地形导致了该地区内多样化的气候。
风速
顶峰平均风速为6米/秒。
- 北坡吹偏南风。
- 塔特拉山底吹西风。
- 焚风最常发生在十月和五月。
- 最大风速288公里/小时（1968年5月6日）。[5]

温度
全年温度变化范围在-40°C到33°C间，顶峰192天低于0°C。
降水
最高的降水记录在北坡，六月和七月的降水量达250毫米。一年降雨天数在215天至228天之间。发生雷暴的天数平均每年36天。
冰雪覆盖
顶峰冰雪覆盖的最大厚度合计：
- 在波兰 - 355厘米；
- 在斯洛伐克 - 410厘米。

有些山峰常年有冰雪覆盖，雪崩频发。
2011年3月13日，波兰塔特拉山区发生雪崩，造成3人死亡。

## 植被

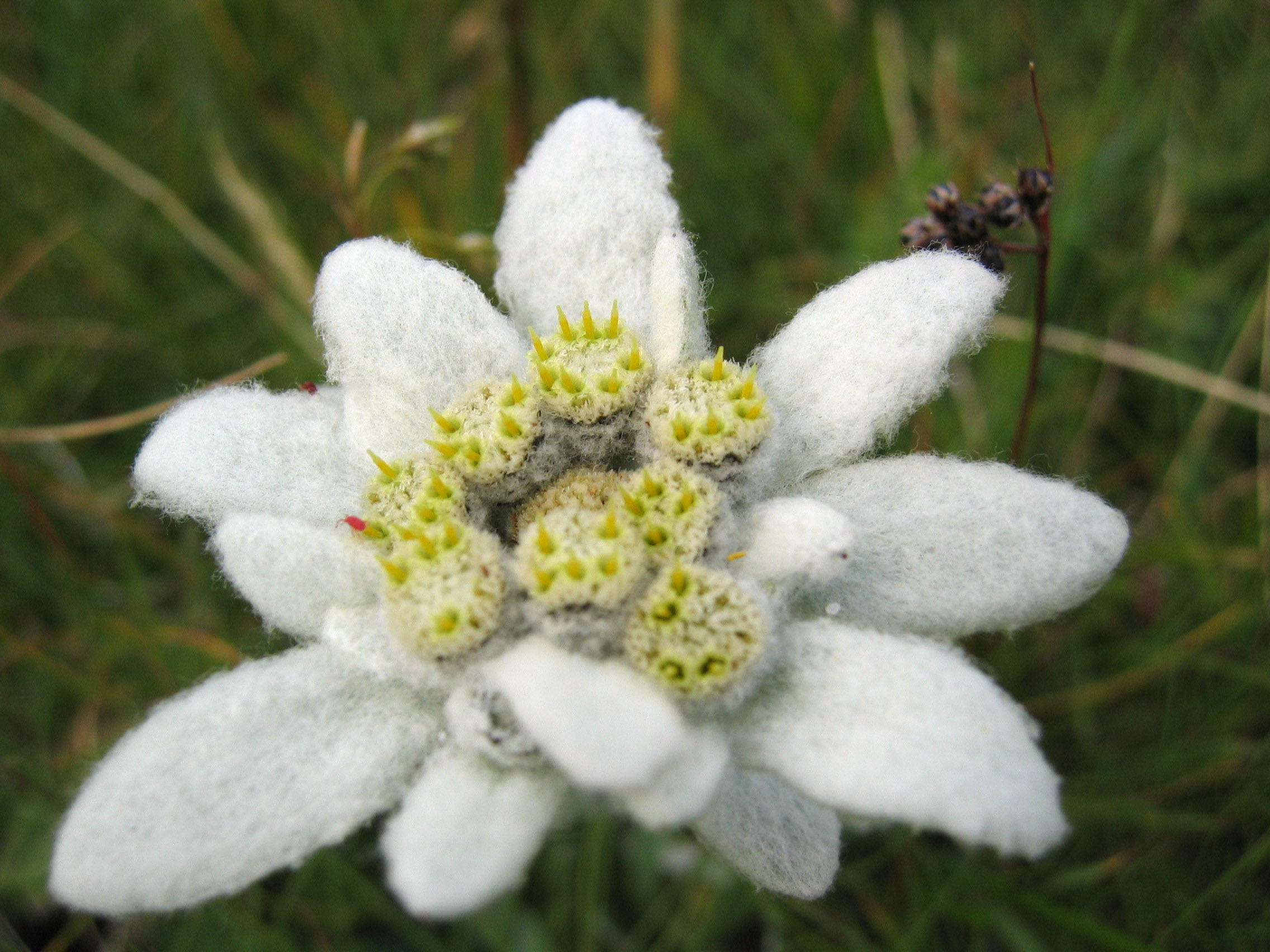
高山火绒草

塔特拉山脉分布着物种多样的植物，有1000余种维管植物、450余种苔藓、700余种地衣、900余种真菌。
塔特拉山脉有5个气候植被带：
- 1300米以下：喀尔巴阡山榉木森林，几乎没有灌木层，草本层占据了大部分。
- 1300 - 1500米：云杉林，灌木层发育差，苔藓是重要组成部分。
- 1500 - 1800米：山松及各种草本植物。
- 1800 - 2300米：高海拔草原。
- 2300米以上：裸露的岩石，除地衣外几乎没有植物。

## 动物

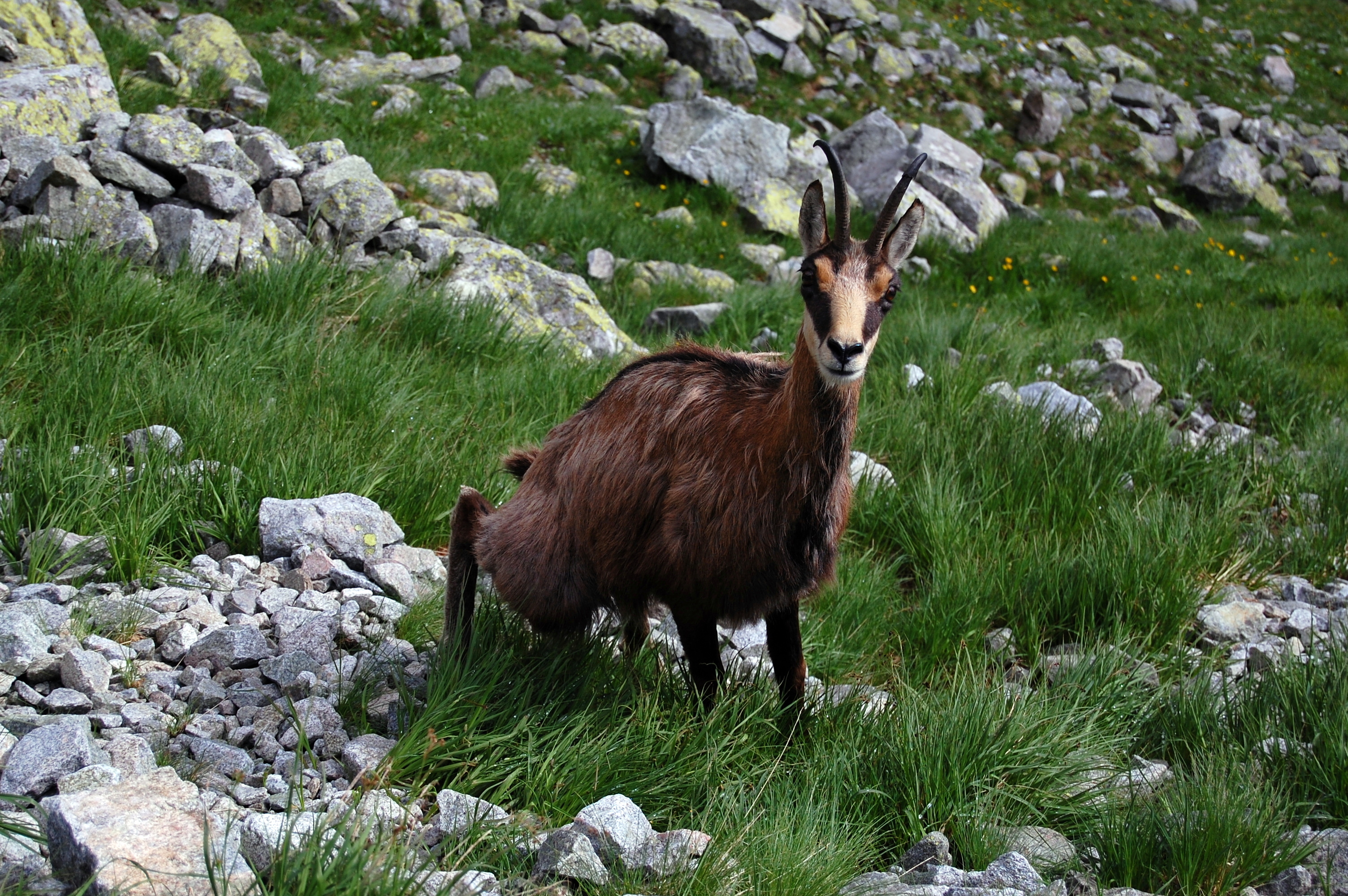
塔特拉羚羊(Rupicapra rupicapra tatrica)

塔特拉山脉栖息着多种动物，是54种缓步动物、22种涡虫、100种轮形动物、22种桡脚类、162种蜘蛛、81种软体动物、43种哺乳动物、200种鸟类、7种两栖类和爬行类动物的家园。
最值得注意的哺乳类动物有塔特拉羚羊、旱獭、山白䶄、棕熊、狼、欧亚猞猁、欧洲马鹿、西方狍及野猪；知名鱼类有溪红点鲑和花足杜父鱼。
特有种节肢动物包括石蛾，Xysticus alpicola蜘蛛和弹尾虫。

## 人类活动

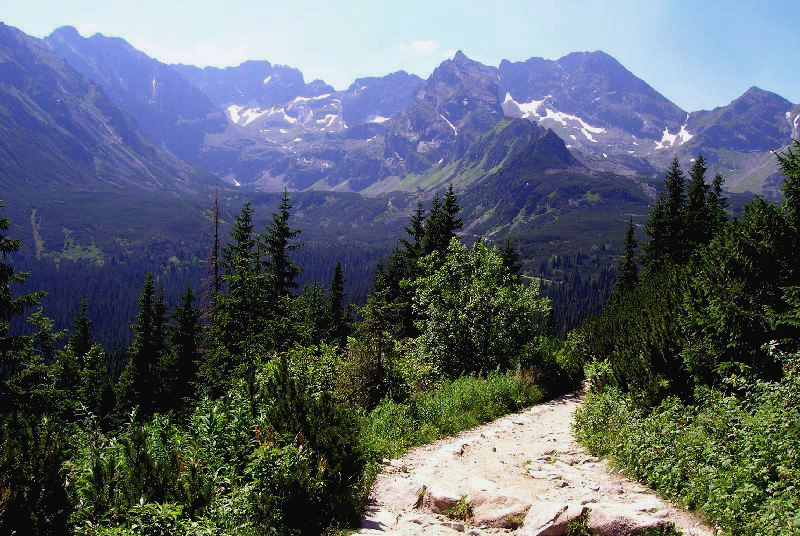
高塔特拉山，波兰

在18世纪和19世纪，塔特拉山脉被用来放牧和采矿。为开辟道路，许多樹木被砍伐。这些活动虽然停止了，但其影响仍清晰可见。俄斯特拉发和克拉科夫的工业区亦对环境造成损害。2012年开始，波兰的志愿者每年会进行清理垃圾的工作。
斯洛伐克塔特拉山国家公园成立于1949年（738公里²），215.56公里²的波兰塔特拉山国家公园成立于1954年。这两个相连的国家公园在1992年被联合国教科文组织列为人与生物圈计划下的生物圈保护区。

## 文化
身為中歐地區重要的地標，塔特拉山脈對於鄰近國家具有相當程度的文化影響。例如斯洛伐克的國歌，就是名為《塔特洛山上電光閃閃》。除此之外，總部設於科普日夫尼采（Kopřivnice）的捷克主要汽車品牌太脱拉（Tatra），就是因為車廠設於塔特拉山腳下而將山名作為品牌名稱。

## 旅游景点
斯洛伐克的塔特拉国家公园与波兰的塔特拉国家公园。

## 资料来源
1. ↑  . 新浪新闻. 2012-12-31  [2013年1月7日]. （原始内容存档于2019-05-22） （中文）.
2. ↑   (PDF). 联合国教科文组织. 2012年9月  [2013年1月7日] （英语）.
3. ↑   (PDF). 国家环境保护总局自然生态保护司. 2005年5月  [2013年1月7日]. （原始内容 (PDF)存档于2016年3月4日） （中文）.
4. ↑  . 新华网. 2011年8月15日  [2013年1月7日] （中文）.
5. ↑  Igor J. Zaleski, Tomasz Mączka. . www.tpn.pl. （原始内容存档于2011-01-09） （波兰语）.
6. ↑  . 人民网. 2011年3月14日  [2013年1月7日]. （原始内容存档于2011年3月18日） （中文）.
7. ↑  . 波兰通讯社. 2012年7月1日 （波兰语）.